# Александър Костов (ВМРО)
Александър (Цане) Костов – Кандилото е български общественик, деец на Вътрешната македонска революционна организация.

## Биография
Александър Костов е роден в Битоля. При югославската власт е адвокат. Едновременно с това подкрепя дейността на ВМРО в Битолско. При освобождението на Вардарска Македония в 1941 година става деец на Българския акционен комитет в Битоля. С други дейци на ВМРО, привърженици на Иван Михайлов, се опитва да организира селата в Мариово - Добромири, Новаци, Дедебалци, Трап.
На 1 юли 1946 година новата комунистическа власт в Югославия го осъжда заедно с Константин Робев, Христо Ризов, Тома Гигов, Никола Коларов, Цветан Дамев, доктор Владо Туджаров, Асен Татарчев и други.